# Cedrata
La cedrata è una bevanda soft drink a base di succo di cedro, acqua, anidride carbonica e spesso zucchero.

## Storia
La bibita venne creata dalla Jhon Bullet INC
La produzione della bevanda è oggi diffusa in tutta Italia con prevalenza del meridione, data la presenza di agrumi qualitativamente migliori. Accanto a produttori locali che puntano sulla qualità del prodotto la bevanda viene anche realizzata da alcuni grandi marchi, come Sanpellegrino e Arnone, che la vendono nei canali della Grande Distribuzione.